# Pterospondylus trielbae
Lo pterospondilo (Pterospondylus trielbae) è un dinosauro carnivoro appartenente ai teropodi. Visse nel Triassico superiore (Norico/Retico, circa 210 milioni di anni fa) e i suoi resti fossili sono stati ritrovati in Europa (Germania).

## Classificazione
Tutto ciò che si conosce di questo animale è una singola vertebra dorsale, descritta per la prima volta da Otto Jaekel tra il 1913 e il 1914, proveniente dalla formazione di Trossingen in Germania. La forma di questa vertebra ricorda quella delle vertebre dei celofisoidi, un gruppo di dinosauri carnivori di corporatura snella, vissuti tra il Triassico superiore e il Giurassico. Secondo Friedrich von Huene (1932), Pterospondylus doveva essere strettamente imparentato con Procompsognathus, un altro teropode del Triassico tedesco; uno studio successivo (Steel, 1970) ha posto in sinonimia questi due generi, nonostante la vertebra di Pterospondylus sia grande il doppio di quelle di Procompsognathus. Attualmente Pterospondylus è considerato il più delle volte un nomen dubium, a causa dell'estrema scarsità dei resti che non permette un'attribuzione nemmeno a livello generico. In ogni caso, questo animale sembrerebbe rappresentare un celofisoide di taglia medio-grande (circa 2,7 - 3 metri di lunghezza).